# Jurassic Park: Operation Genesis
Jurassic Park: Operation Genesis (česky Jurský park: Operace Genesis, zkratka JP:OG nebo JPOG) je počítačová hra z roku 2003. Má podobu simulační budovatelské strategie s tematikou Jurského parku. Hráč se ocitá v pozici tvůrce zábavního parku, který musí od samého začátku vybudovat na opuštěném ostrově. Pro ostrov pak klonuje dinosaury, umisťuje je do ohrad, stará se o jejich zdraví a bezpečí. Cílem hry je vybudovat fungující a bezpečný park, který finančně profituje a získá 5 hvězdiček v turistickém hodnocení. Ve hře je mnoho možností, jak park oživit – atrakce jako vyhlídkové safari nebo lety balónem, souboje mezi dinosaury, pozorování z bunkrů a mnoho dalších. Mottem hry je „uskutečnit nenaplněný sen Johna Hammonda, tedy fungující park s naklonovanými dinosaury“.

## Druhy dinosaurů ve hře
- Acrocanthosaurus
- Albertosaurus
- Allosaurus
- Ankylosaurus
- Brachiosaurus
- Camarasaurus
- Carcharodontosaurus
- Ceratosaurus
- Corythosaurus
- Dilophosaurus
- Dryosaurus
- Edmontosaurus
- Gallimimus
- Homalocephale
- Kentrosaurus
- Ouranosaurus
- Pachycephalosaurus
- Parasaurolophus
- Spinosaurus
- Stegosaurus
- Styracosaurus
- Torosaurus
- Triceratops
- Tyrannosaurus
- Velociraptor